# Lista de prefeitos de Cafarnaum
Esta é a lista de prefeitos do município de Cafarnaum, estado brasileiro da Bahia.
| Nº | Nome                                                                                         | Imagem                        | Partido                                      | Vice-prefeito e partido                    | Início do mandato       | Fim do mandato                          | Observações                                                         |
| 1  | Djalma Oliveira Rios (Mairi, 09.05.1927–Jacobina,26.08.2010)                                 |                               | Partido Republicano PR                       | ignorado                                   | 7 de abril de 1963      | 7 de abril de 1967                      | Primeiro prefeito da história do município                          |
| 2  | Carlos Xavier de Oliveira "Carrinho" (ignorado–11.11.1982)                                   |                               | Aliança Renovadora Nacional ARENA            | ignorado                                   | 7 de abril de 1967      | 7 de abril de 1971                      | Prefeito eleito durante a Ditadura Militar de 1964                  |
| 3  | Gutemberg Lima de Oliveira (ignorado–ignorado)                                               |                               | Aliança Renovadora Nacional ARENA            | ignorado                                   | 7 de abril de 1971      | 1° de fevereiro de 1973                 | Prefeito eleito durante a Ditadura Militar de 1964                  |
| 4  | Carlos Xavier de Oliveira "Carrinho" (ignorado–11.11.1982)                                   |                               | Aliança Renovadora Nacional ARENA            | ignorado                                   | 1° de fevereiro de 1973 | 1° de fevereiro de 1977                 | Prefeito eleito durante a Ditadura Militar de 1964                  |
| 5  | Gutemberg Lima de Oliveira (ignorado–ignorado)                                               |                               | Aliança Renovadora Nacional ARENA            | ignorado                                   | 1° de fevereiro de 1977 | 1° de fevereiro de 1983                 | Último prefeito eleito durante a Ditadura Militar de 1964           |
| 6  | Eronides Souza Santos (ignorado–ignorado)                                                    |                               | Partido Democrático Social PDS               | ignorado                                   | 1° de fevereiro de 1983 | 31 de dezembro de 1988                  | Prefeito eleito durante o processo de redemocratização do país      |
| 7  | Alexandre Faria da Silva                                                                     |                               | Partido da Frente Liberal PFL                | ignorado                                   | 1° de janeiro de 1989   | 31 de dezembro de 1992                  | Primeiro prefeito eleito após a promulgação da Constituição de 1988 |
| 8  | Edimário Neres de Souza "Edimário do depósito" (Cafarnaum, 14.12.1962–Cafarnaum, 05.06.1997) |                               | Partido Social Cristão PSC                   | ignorado                                   | 1° de janeiro de 1993   | 31 de dezembro de 1996                  | Prefeito eleito em sufrágio universal                               |
| 3  | Evilásio dos Santos Brasil "Bilau" (Cafarnaum, 22.01.1963–)                                  |                               | Partido da Frente Liberal PFL                | ignorado                                   | 1° de janeiro de 1997   | 31 de dezembro de 2000                  | Prefeito eleito em sufrágio universal                               |
| 3  | Evilásio dos Santos Brasil "Bilau" (Cafarnaum, 22.01.1963–)                                  | Partido da Frente Liberal PFL | Ignorado                                     | 1° de janeiro de 2001                      | 31 de dezembro de 2004  | Prefeito reeleito em sufrágio universal |                                                                     |
| 4  | Ivanilton Oliveira Novaes (Cafarnaum, 09.07.1962–)                                           |                               | Partido da Social Democracia Brasileira PSDB | Eugelson Joaquim da Silva (PSDB)           | 1° de janeiro de 2005   | 31 de dezembro de 2008                  | Prefeito eleito em sufrágio universal                               |
| 4  | Ivanilton Oliveira Novaes (Cafarnaum, 09.07.1962–)                                           | 1° de janeiro de 2009         | Partido da Social Democracia Brasileira PSDB | Eugelson Joaquim da Silva (PSDB)           | 31 de dezembro de 2012  | Prefeito reeleito em sufrágio universal |                                                                     |
| 6  | Euilson Joaquim da Silva "Wilson Macambira" (Cafarnaum, 27.07.1964–)                         |                               | Partido da Social Democracia Brasileira PSDB | Paulo Cezar Vaz Rocha "Rocha Taxista" (PP) | 1° de janeiro de 2013   | 31 de dezembro de 2016                  | Prefeito reeleito em sufrágio universal                             |
| 6  | Sueli Fernandes de Souza Novais (São Paulo, 23.08.1965–)                                     |                               | Partido da República PR                      | Paulo Cezar Vaz Rocha "Rocha Taxista" (PP) | 1° de janeiro de 2017   | 31 de dezembro de 2020                  | Prefeita eleita em sufrágio universal                               |
| 6  | Sueli Fernandes de Souza Novais (São Paulo, 23.08.1965–)                                     | Partido Liberal PL            | Odilezio Dias de Souza "Léo do Canal" (PSD)  | 1° de janeiro de 2021                      | 31 de dezembro de 2024  | Prefeita reeleita em sufrágio universal |                                                                     |
| 7  | Carlan Novais Sena Xavier                                                                    |                               | Partido Social Democrático PSD               | Odilezio Dias de Souza "Léo do Canal" (PT) | 1° de janeiro de 2025   | Atualidade                              | Prefeito eleito em sufrágio universal                               |